# ファウンテンバレー (カリフォルニア州)
ファウンテンバレー（英: Fountain Valley）は、アメリカ合衆国カリフォルニア州のオレンジ郡にある都市。人口は5万7047人（2020年）。典型的なベッドタウンであり、主に中流階級の住宅地である。

## 歴史
ファウンテンバレーを取り囲む地域には、もともとトングバ族が暮らしていた。現在のファウンテンバレーを含む1,200km2の土地（ランチョ・ロス・ニエトス）がマヌエル・ニエトに払い下げられ、ヨーロッパ人の入植が始まった。その後、土地の支配者はスペインから独立したメキシコに変わり、さらにグアダルーペ・イダルゴ条約によってアメリカ合衆国の一部となった。
市は1957年にタルバート法人化された（住民にはゴスペル・スワンプスと呼ばれていた）。ファウンテンバレーという名前は、当時地下水位が非常に高く、自噴井が多くみられたために選ばれた。初期の住民は土地を農地として使えるようにするために排水路を建設した。1960年代までの土地利用は農地が優勢であったが、それ以降は分譲住宅の建設が加速していった。
初代市長は日系人のジェームズ・カンノが務めた。アメリカ本土の市で日系人が市長になった例は、これが初めてであった。
1975年のサイゴン陥落の後、とりわけ1970年代後半～1980年代には大量のベトナム難民（ボートピープル）が殺到し、ファウンテンバレーにも住み着いた。そのため、市のアジア系住民の比率は高くなった。

## 地理
市内を州間高速道路405号線（サンディエゴ・フリーウェイ）が北西～南東方向に通過しており、市を斜めに二分している。市の南側、西側ではハンティントンビーチ、北側ではウェストミンスターとガーデングローブに、北東ではサンタアナに、南東ではコスタメサに接している。東はサンタアナ川が境界になっている。

## 公共施設
市内にあるマイル・スクエア地域公園は、2.6km2の面積の中に2つの湖、18ホールのゴルフコース、運動場、屋根付きの休憩所、カリフォルニア原産の植物が植えられた81,000m2のエリア、さらにテニスコート、バスケットボール場、野球場、ラケットボール場、体育館がある220,000m2のレクリエーションセンターを備える。レクリエーションセンターと市の管理するスポーツ場の再開発は2009年の初めに完成した。
消防・救急医療サービスはファウンテンバレー消防局の2か所の消防署によって賄われる。救急搬送はケア・アンビュランス・サービスが担っている。警察はファウンテンバレー警察の管轄である。
オレンジ郡衛生地区の事務所と下水処理場が市内のサンタアナ川に隣接した場所にある。アメリカ西部では3番目の規模の衛生地区となっている。市内にはオレンジ郡水道地区の本部もある。オレンジ郡水道地区ではオレンジ郡北部・中部における地下水盆の管理と、地下水涵養システムの運用を行っている。涵養のための世界最大規模の浄水場がある。
ファウンテンバレーには認可された病院が２つある。ファウンテンバレー地域病院は400床、オレンジ・コースト記念病院は230床の規模である。
市内には教会が18か所、ユダヤ教改革派のシナゴーグ、モスクが1つずつある。
地元の新聞は「ファウンテンバレー・ビュー」紙で、「オレンジ郡レジスター」紙によって運営されている。

## 経済
ファウンテンバレーの住民の大半は他の中心市街地に通勤している。しかしここ数年は、サンタアナ川に近い「サウスパーク」地区が商業の中心地として成長するのに伴い、市内でも働き口が増えてきている。
地域の経済は、かつては農業を基盤としていたが、現在はイチゴの農園が点在していたり、小規模な農作物が生産されているに過ぎない。農業は次第に新たな事業に取って代わられていった。
ファウンテンバレーには現代自動車アメリカ、Dリンク社の国内本部、メモリモジュールの製造を手掛けるキングストンテクノロジー、軍隊や警察で使用される懐中電灯の製造を行うLLCのシュアファイア社の本社がある。
サウスパーク商業地区にはDリンク社のほか、スターバックス、Satura、オレンジ郡レジスター紙などの事務所がある。軽工業を手掛ける業者も少ないながら存在する。ノーリツの海外営業所である、ノーリツアメリカ社も市内にある。
ラッシュアワー時にはファウンテンバレー付近で州間高速道路405号線（サンディエゴ・フリーウェイ）の渋滞が頻繁に起こることからも、商業の成長が見てとれる。

### 主な雇用者
市の包括的年間財務報告書2009年版によれば、市内の大きな雇用者は以下の通りである。
| 順位 | 雇用主                                         | 雇用者数 |
| ---- | ---------------------------------------------- | -------- |
| 1    | ファウンテンバレー地域病院、メディカルセンター | 1,668    |
| 2    | オレンジ・コースト記念病院                     | 1,133    |
| 3    | キングストンテクノロジー                       | 859      |
| 4    | シュアファイア                                 | 569      |
| 5    | メモリアルケア・ヘルスシステム                 | 544      |
| 6    | セリディアン                                   | 466      |
| 7    | コストコ                                       | 410      |
| 8    | 現代自動車アメリカ                             | 387      |
| 9    | 現代キャピタル                                 | 309      |
| 10   | フライズ・エレクトロニクス                     | 304      |
| 11   | Dリンク                                        | 230      |
| 12   | HCRメイナーケア                                | 220      |

## 芸術・文化
毎年6月には市内のマイル・スクエア地域公園で夏祭りが開催される。祭りでは自動車の展示会や移動遊園地、音楽、屋台などを楽しめる。

## 教育
市内には高校が3校、中学校が4校、小学校が9校、K-12とK-8の学校が1校ずつある。市内に在住しているが、他の市の学校に通う児童・生徒も存在する。
ファウンテンバレーにはコーストライン・コミュニティカレッジがキャンパスを置いている。コスタメサにあるオレンジ・コースト大学や、ハンティントンビーチのゴールデン・ウェスト大学も市の近くにある。

### 高校
- ファウンテンバレー高校
- バレー・ビスタ高校
- ロス・アミーゴス高校

### 中学校
- ハリー・C・フルトン中学校
- カズオ・マスダ中学校 - 第二次世界大戦で戦死した日系人のカズオ・マスダに因んで名付けられた。彼はミッドウェイシティに埋葬されている[11]。
- タルバート中学校
- ビスタ・ビュー中学校

### 小学校
- アレン小学校 - 2011年にブルーリボン賞を受賞した[12]。
- モンロー小学校
- ノースカット小学校
- クレージュ小学校
- コックス小学校
- ジスラー小学校
- プラバン小学校
- タムラ小学校
- ニューランド小学校

### 私立学校
- ショアライン・クリスチャン・スクール（K-8）

## 交通
市内にはオレンジ郡交通局が運行するバス路線が通っている。33、35、37、70、72、74、172の各路線が市の主要な通りをカバーしている。
大通りのほとんどには自転車専用レーンが設置されている。サンタアナ川沿いには、コロナ市から市を通過して太平洋まで続く自転車専用道路がある。

## 人口動態
以下は2010年国勢調査による人口統計データである。
| 基礎データ - 人口: 55,313人 - 世帯数: 18,648 世帯 - 家族数: 14,214 家族 - 人口密度: 2,346.8人/km2（6,124.7人/mi2） - 住宅数: 19,164 軒 - 住宅密度: 819.3軒/km2（2,122.0 軒/mi2） - 住宅 - 持家: 72.2% - 賃貸: 27.8% - 住人 - 持家: 73.6% - 賃貸: 25.6% - 空家率 - 持家: 0.8% - 賃貸: 3.8% - 集団生活者: 0.5% - 施設収容者: 0.3% 人種別人口構成 - 白人: 56.5%（ヒスパニックを除くと49.2％） - アフリカン・アメリカン: 0.9% - ネイティブ・アメリカン: 0.4% - アジア人: 33.3% - 太平洋諸島系: 0.3% - その他の人種: 4.4% - 混血: 4.2% - ヒスパニック・ラテン系: 13.1% | 年齢別人口構成 - 18歳未満: 21.0% - 18-24歳: 8.4% - 25-44歳: 24.1% - 45-64歳: 29.0% - 65歳以上: 17.6% - 年齢の中央値: 42.6歳 - 性比（女性100人あたり男性の人口） - 総人口: 94.9 - 18歳以上: 92.2 世帯と家族（対世帯数） - 18歳未満の子供がいる: 34.0% - 結婚・同居している夫婦: 59.7% - 未婚・離婚・死別女性が世帯主: 11.3% - 未婚・離婚・死別男性が世帯主: 5.2% - 未婚の異性のカップル: 3.5% - 同性のカップル: 0.6% - 単身世帯: 18.5% - 65歳以上の老人1人暮らし: 9.5% - 平均構成人数 - 世帯: 2.94人 - 家族: 3.34人 収入と家計 - 世帯収入の中央値: 81,212 米ドル - 貧困線以下人口: 6.7% |

## 政治
カリフォルニア州議会では、ファウンテンバレーは上院の第34選挙区、下院の第72選挙区に属している
。
アメリカ合衆国下院ではカリフォルニア第48選挙区に属しており、共和党のダナ・ローラバッカーが選出されている。

## 著名な出身者
- トラビス・デンカー - 野球選手
- フレディ・フリーマン - 野球選手
- マイク・ヘスマン - 野球選手
- デイル・セイヤー - 野球選手
- クレイグ・ウィルソン - 野球選手
- ジャック・エバンス - プロレスラー
- ライアン・ハンセン - 俳優
- サマー・アルティス - モデル、女優
- ケリー・ラッセル - 女優